# الإرث في الإسلام
الإرث في الإسلام (أو الميراث في الإسلام) هو أحد فروع الفقه في الإسلام الذي يعنى بتوزيع الميراث بعد وفاة الموروث على الورثة المستحقين لها. وله قوانين وتوجيهات مذكورة في القرآن الكريم، التي تحدد أصول تطبيق الميراث. فلقد أعطى الإسلام الميراث اهتماما كبيرا، وعمل على تحديد فروض الإرث والورثة بشكل واضح ليبطل بذلك ما كان يفعله بعض العرب في الجاهلية قبل الإسلام من توريث الرجال دون النساء، والكبار دون الصغار.
يستند توزيع الميراث في الدول الإسلامية على نصوص القرآن الكريم والتي يعتبرها الفقهاء نصوص محكمة لا تقبل التأوييل والجدال والإجتهاد وتحقق أقصى درجات العدالة والإنصاف بين الوارثين. وقد ختمت الآيات التي تتحدث عن الميراث بالآية ﴿تِلْكَ حُدُودُ اللَّهِ وَمَنْ يُطِعِ اللَّهَ وَرَسُولَهُ يُدْخِلْهُ جَنَّاتٍ تَجْرِي مِنْ تَحْتِهَا الْأَنْهَارُ خَالِدِينَ فِيهَا وَذَلِكَ الْفَوْزُ الْعَظِيمُ ۝١٣ وَمَنْ يَعْصِ اللَّهَ وَرَسُولَهُ وَيَتَعَدَّ حُدُودَهُ يُدْخِلْهُ نَارًا خَالِدًا فِيهَا وَلَهُ عَذَابٌ مُهِينٌ ۝١٤﴾ [النساء:13–14] لذا يعتبر فقهاء المسلمين ورجال الدين أن أي محاولة لتغيير نظام الميراث في الإسلام هو تعدي على الشريعة ومعصية لله والرسول.

## الميراث قبل الإسلام
كانت المرأةُ في الجاهلية محرومةً من الإرث، حيث كان الذكرُ فقط هو الوارثَ الوحيد، وفي حال انعدم الذكورُ فإن الميراث يذهب إلى الأعمام. كان أهل الجاهلية لا يعطون النساء حق الميراث حتى قسم الله لهن ما قسم، وفي الحديث عن جابرِ بنِ عبدِ اللَّهِ قالَ: «خرجنا معَ رسولِ اللَّهِ ﷺ حتَّى جِئنا امرأةً منَ الأنصارِ في الأسواقِ، فجاءتِ المرأةُ بابنتَينِ لَها، فقالت: يا رسولَ اللَّهِ، هاتانِ بنتا ثابتِ بنِ قَيسٍ قُتِلَ معَكَ يومَ أُحدٍ، وقد استفاءَ عمُّهُما مالَهُما وميراثَهُما كُلَّهُ، فلم يدَع لَهُما مالًا إلَّا أخذَهُ، فما ترَى يا رسولَ اللَّهِ؟ فواللَّهِ لا تُنكَحانِ أبدًا إلَّا ولَهُما مالٌ، فقالَ رسولُ اللَّهِ ﷺ: يقضي اللَّهُ في ذلِكَ، قالَ: ونزلَت سورَةُ النِّساءِ: ﴿يُوصِيكُمُ اللَّهُ فِي أَوْلَادِكُمْ﴾ [النساء:11] الآيةَ، فقالَ رسولُ اللَّهِ ﷺ: ادعوا لي المرأةَ وصاحبَها فقالَ لعمِّهِما: أعطِهِما الثُّلُثَيْنِ وأعطِ أُمَّهُما الثُّمنَ، وما بقيَ فلَكَ، قالَ أبو داودَ: أخطأَ بشرٌ فيهِ إنَّما هما ابنتا سعدِ بنِ الرَّبيعِ، وثابتُ بنُ قيسٍ، قُتِلَ يومَ اليمامةِ»
وكان أهل الجاهلية يقولون: لا يُعطَى إلا من قاتَل على ظهور الخيل، وطاعَن بالرمح، وضارَب بالسيف، وحاز الغنيمة. والعرب كانوا من الأمم التي تقوم حياتها على الترحال من مكان إلى آخر طلباً للماء والكلأ لمعيشتهم ومعيشة مواشيهم، مما سبب ظهور نزاعات على الأراضي الخصبة والقيام بالغارات للاستيلاء على الأراضي، لذا فقد كانوا يعتمدون على الرجال الأقوياء القادرين على حمل السلاح للدفاع عن القبيلة ورد غارات المعتدين، فكان لطبيعة عيشهم هذه أكبر الأثر في ظهور قواعد الميراث عندهم. حيث يرتكز توزيع الميراث عندهم على ثلاثة أسباب وهي: القرابة، والمحالفة، والتبني.
وتعد القرابة سبباً من أسباب الميراث عند عرب الجاهلية إلا أنه يجب أن تتحقق فيها شروط، لكي يستحق القريب الميراث من قريبه وهي كما يأتي:
- الذكورة: فيشترط في الوارث ان يكون ذكراً، أما إذا كانت انثى فإنها لا ترث شيئاً من تركة الميت، بل ربما الأنثى نفسها تورث كباقي تركة المتوفى.
- البلوغ: فيشترط أن يكون الذكر بالغاً، فإن كان صغيراً لم يبلغ ينتقل الميراث إلى أقرب قريب إلى المتوفى.
- القدرة على القتال: فيشترط في الوارث أن يكون قادراً على حمل السلاح ليدافع عن القبيلة ويحميها من غارات القبائل الأخرى.

أما الولاء (المحالفة) وهي التحالفات التي كانت تقوم بها القبائل بين بعضها وكان للتحالف صيغة معروفة وهي (دمي دمك، وهدمي هدمك، وترثني وأرثك، وتطلب بي وأطلب بك). فإذا قبل الطرف الآخر تمت المحالفة بينهما، فإذا مات أحدهما قبل الآخر ولم يترك وارثاً قريباً مستوفياً لشروط الميراث يصبح الحليف الحي الوارث لحليفه المتوفى.
أما التبني وهو أن يُلْحقْ شخص يسمى (المتبني) بنسبه ولداً يسمى (المتبنى) ويعتبره ابناً له من الوجوه جميعها، فيرث كل منهما الآخر بعد موته. لقد كان العرب في الجاهلية يحرمون من الميراث المستضعفين من النساء والولدان، لأنهم ليسوا من أهل القتال بل أكثر من ذلك كانت المرأة نفسها تورّث. ولم يعدوا الزوجية سبباً من أسباب الميراث، فغضوا النظر عن الحقوق المتقابلة للزوجين، وكانوا يجعلون للمتبنى الدخيل نصيباً في تركة من تبناه ويحرمون بذلك ذوي القربة، أو ينقصونهم حقهم ضرراً وعدواناً.

## الميراث في الإسلام

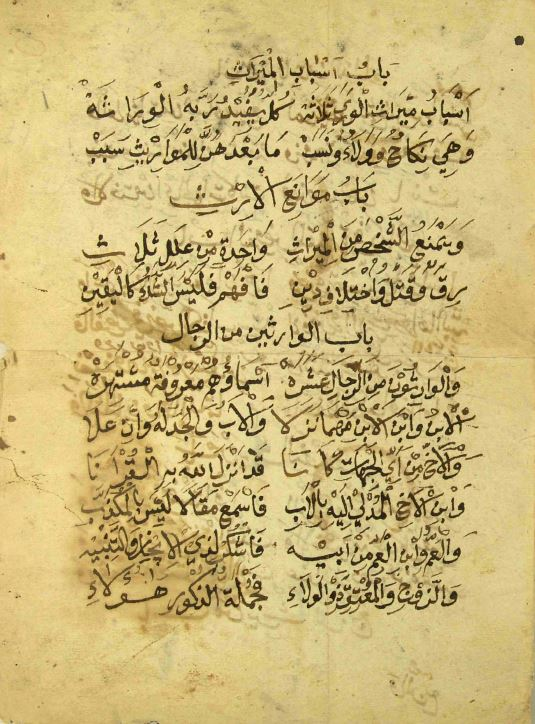
نسخة مخطوطة من «الرحبية» التي تذكر أحكام الميراث على شكل قصيدة.

كانت الهجرة من مكة إلى المدينة في أول الإسلام سببا من أسباب الميراث بين المسلمين، فقد آخى النبي ﷺ بين المهاجرين والأنصار فصارت أخوة الإسلام كأخوّة الدم، قال تعالى: ﴿إِنَّ الَّذِينَ آمَنُوا ‌وَهَاجَرُوا ‌وَجَاهَدُوا بِأَمْوَالِهِمْ وَأَنْفُسِهِمْ فِي سَبِيلِ اللَّهِ وَالَّذِينَ آوَوْا وَنَصَرُوا أُولَئِكَ بَعْضُهُمْ أَوْلِيَاءُ بَعْضٍ وَالَّذِينَ آمَنُوا وَلَمْ يُهَاجِرُوا مَا لَكُمْ مِنْ وَلَايَتِهِمْ مِنْ شَيْءٍ حَتَّى يُهَاجِرُوا﴾ [الأنفال:72] والمراد بالولاية في الآية الوراثة، كما روي عن ابن عباس والحسن ومجاهد وقتادة، فإذا مات المهاجر ورثه أخوه من الأنصار بالمؤاخاة إذا لم يكن له من يرثه من الأقرباء المهاجرين معه.
كما كان التبني يعتبر سببا من أسباب الميراث وكان الابن الذي من صلب الرجل يرث مثل الابن المتبنى. واستمر هذا الحال في الجاهلية، وكذلك فترة من صدر الإسلام، وكان النبي محمد قد تبنى زيد بن حارثة وكان يقال له زيد بن محمد. فأبطل الله هذه التسوية وحرم التبني فقال: ﴿ادْعُوهُمْ ‌لِآبَائِهِمْ هُوَ أَقْسَطُ عِنْدَ اللَّهِ فَإِنْ لَمْ تَعْلَمُوا آبَاءَهُمْ فَإِخْوَانُكُمْ فِي الدِّينِ وَمَوَالِيكُمْ﴾ [الأحزاب:5]. وفي صحيح البخاري روى الزهري عن الزبير عن عائشة: أن أبو حذيفة بن عتبة تبنى سالما فكان يقال له سالم بن أبي حذيفة إلى أن نزل قوله تعالى: ﴿ادْعُوهُمْ ‌لِآبَائِهِمْ﴾ [الأحزاب:5] فصار يُدعى سالم مولى أبي حذيفة.
وعندما استقر الإسلام في قلوب العرب أبطل الإسلام كل النظم التي كانت قائمة على غير العدالة والمساواة كالتبني والمناصرة (المحالفة)، وقصرها على القرابة فقط، كما أبطل الإسلام الميراث بسبب الهجرة والمؤاخاة. وبحسب نص الآية 11 من سورة النساء ﴿يُوصِيكُمُ اللَّهُ فِي أَوْلَادِكُمْ لِلذَّكَرِ مِثْلُ حَظِّ الْأُنْثَيَيْنِ﴾ [النساء:11] فقد تم إشراك الأطفال والنساء في الميراث لأن المراد بالرجال الذكور مطلقا وبالنساء الإناث مطلقا. كما أن آيات القرآن الكريم قد حددت وبينت توزيع الميراث تحديدا دقيقا لا يجوز تغييره بأي حال في أي وقت أو زمان، وهذه النصوص لا تقبل الإجتهاد أو التأوييل، لأن آيات الميراث في القرآن الكريم آيات محكمة.

## فلسفة الميراث في الإسلام
تقوم فلسفة الميراث في الإسلام على مبدأ إن الشريعة الإسلامية تراعي جميعَ أحوال الناس على تنوعِهم واختلافِهم؛ وتتمتع بالمرونة في بعض النصوص التشريعية وليس جميعها. فبعض النصوص لا مجال للاجتهاد فيها، كالنصوص التي تُقرِّر جوانب العقيدة والعبادة والأخلاق. وتعتبر النصوص المتعلقة بالميراث في الإسلام من النصوص التي لا يُقبل فيها الاجتهاد أو التغيير، وبسبب أن المال يعتبر مصدراً لأغلب الخصومات، فقد تولى الله وضْع أُسس الميراث وضوابطه بنفسه؛ لأهميته، وعِظَم خطره؛ حيث أن الظلم في الميراث ربما يتعدى لأجيال متتابعة، أو تُقَطَّع لأجلِه الأرحام، أو تُرتكَب بدافعه الجرائم. يقول الله في سورة الفجر: ﴿وَتُحِبُّونَ الْمَالَ حُبًّا جَمًّا ۝٢٠﴾ [الفجر:20] أي تحبون جمع المال واقتناءه حبا كثيرا شديدا.
كما يرتكز توزيع الميراث في الإسلام على الفرق في المعنى بين العدل والمساواة. حيث أن هناك مغالطة تدَّعي ألَّا فرق بينهما، أو تدَّعي أن تحقيق العدالة مُتوقف على تحقيق المساواة. فالإسلام يقوم بتوزيع الميراث بالعدل بين الورثة لتحقيق المساواة بينهم وليس العكس.
ترتكز فلسفة الميراث في الإسلام على عدة أمور منها:
- عدالة الله تعالى: فهو من أعطى كل ذي حقٍّ حقَّه، وهو من جعل لكلِّ مخلوق في هذا الكون حقوقًا، لا يحقُّ لأحد من الناس أن يَسلبَها. وهو تقسيمٌ إلهي بعيدٌ عن الأهواء البشرية، يقول الله في سورة النساء: ﴿فَلَا ‌تَتَّبِعُوا ‌الْهَوَى أَنْ تَعْدِلُوا وَإِنْ تَلْوُوا أَوْ تُعْرِضُوا فَإِنَّ اللَّهَ كَانَ بِمَا تَعْمَلُونَ خَبِيرًا﴾ [النساء:135].
- آيات المواريث قطعيَّة الدَّلالة، والاجتهاد فيها ممنوع: ومعنى ذلك أن أحكام المواريث ثابتةٌ لا تتغيَّر بتغيُّر الزمان أو المكان، ولا يجوز الاختلاف فيها، ولا تخضع في ثبوتِها ونفيها لاجتهاد المجتهدين.
- الذكورة والأنوثة ليست معيارًا في تقسيم الإرث.
- الميراث هو حق للمرأة أيضا: حيث كانت المرأة مسلوبة الحقوق في الجاهلية ومحرومةً من إرثها، إذ كان الذكرُ هو الوارثَ الوحيد.
- جوازُ تقسيم التَّرِكة بالتراضي: بشرط الرشد والرضا بعيدا عن الإكراه، وبناءً على هذا يمكن أن يقوم الورثة بتقسيم الميراث بينهم بالتراضي ما داموا غيرَ راضين بقسمة الله، ولا ينبغي العدولُ عن قسمة الله كُرهًا لها، أو اعتقادًا أنها جائرةٌ، أو غير مناسبةٍ للعصر؛ قال تعالى: ﴿وَمَنْ أَحْسَنُ مِنَ اللَّهِ ‌حُكْمًا ‌لِقَوْمٍ يُوقِنُونَ﴾ [المائدة:50][11]

- نصفُ التَّرِكة من أكثر الأنصبة، وهو لأربع نسوة، ولذكر واحد: النصفُ شُرِع لذكر واحد فقط؛ وهو الزوج في حالة انعدام الفرع الوارث، لكنه حقٌّ لأربع نسوة.
- الأنثى قد تستفيد أكثر من مرة: الأنثى قد تستفيد مرتين أو أكثر على حسب حالتِها، فقد تكون أختًا وبنتًا وزوجة في نفس الوقت، فتَرِثُ من زوجها باعتبارها زوجةً، ومن أخيها باعتبارها أختًا، ومن أبيها باعتبارها بنتًا.

### أُسس توزيع الميراث وقيمته
تقوم فلسفة الميراث في الإسلام على ثلاثة معايير. وهذه المعايير هي التي تحدد قيمة الميراث للورثة المستحقين:
- درجة القرابة بين الوارث وبين المورِّث: فكلما اقتربت الصلة من المورِّث زاد النصيب من الميراث وكلما ابتعدت الصلة قل النصيب من الميراث.
- موقع الجيل الوارث من التتابع الزمني للأجيال: فالأجيال الأصغر في العمر المستقبلة للحياة التي تستعد لتحمل أعبائها عادة ما يكون نصيبها من الميراث أكبر من نصيب الأجيال الأكبر في العمر، بغض النظر عن الوارثين والوارثات إن كانوا ذكورا أم أناثا، فالبنت على سبيل المثال ترث أكثر من الأم (وكلتاهما أنثى)  بل وترث البنت أكثر من الأب حتى لو كانت رضيعة، وكذلك يرث الابن أكثر من الأب وكلاهما ذكور.
- التكليف والعبء المالي: فإذا تساوت درجة القرابة، وموقع الجيل الوارث؛ كان التفاوت في الأنصبة المستَحَقَّة على قدر تفاوت الأعباء المالية المُلقاة على الوارثين. فلو مات رجلٌ وترك ابنًا وبنتًا متساويين في درجة القرابة وموقع الجيل الوارث؛ يرث الابن في هذه الحالة ضعف البنت لأنهما غير متساويين في التكاليف والأعباء المالية ولذلك قال الله: ﴿يُوصِيكُمُ اللَّهُ فِي أَوْلَادِكُمْ لِلذَّكَرِ مِثْلُ حَظِّ الْأُنْثَيَيْنِ﴾ [النساء:11]. فالنفقة واجبة على الرجل، أما المرأة فمالُها تدخره لنفسها، ولا تلزمها النفقة على أحد، ولا حتى نفقتها على نفسها في الغالب. والذكر مكلَّف بإعالة أنثى (زوجةٍ). بينما الأنثى – الوارثة – إعالتها فريضة على الذَّكر المقترن بها أو الذي سيقترن بها.

### تقديم الدّين والوصية على الميراث
تقديم الدّين على الوصية في التنفيذ أمر مجمع عليه نص عليه كثير من الفقهاء ولا تبرأ ذمة العبد إلا بقضائه عنه. يقول ابن العربي في كتابه (أحكام القرآن): «وأما تقديم الدين فلأن ذمته مرتهنة بدينه، وفرض الدين أولى من فعل الخير الذي يتقرب به»
وهذا هو ما قضى به النبي محمد حيث قدم الدّين على الوصية، فورد في صحيح البخاري في الحديث الذي يرويه سلمة ابن الأكوع قال: «كُنَّا جُلُوسًا عِنْدَ النَّبِيِّ ﷺ، إِذْ أُتِيَ بِجَنَازَةٍ، فَقَالُوا: صَلِّ عَلَيْهَا، فَقَالَ: هَلْ عَلَيْهِ دَيْنٌ؟ قَالُوا: لاَ، قَالَ: فَهَلْ تَرَكَ شَيْئًا؟ قَالُوا: لاَ، فَصَلَّى عَلَيْهِ، ثُمَّ أُتِيَ بِجَنَازَةٍ أُخْرَى، فَقَالُوا: يَا رَسُولَ اللَّهِ، صَلِّ عَلَيْهَا، قَالَ: هَلْ عَلَيْهِ دَيْنٌ؟ قِيلَ: نَعَمْ، قَالَ: فَهَلْ تَرَكَ شَيْئًا؟ قَالُوا: ثَلاَثَةَ دَنَانِيرَ، فَصَلَّى عَلَيْهَا، ثُمَّ أُتِيَ بِالثَّالِثَةِ، فَقَالُوا: صَلِّ عَلَيْهَا، قَالَ: هَلْ تَرَكَ شَيْئًا؟ قَالُوا: لاَ، قَالَ: فَهَلْ عَلَيْهِ دَيْنٌ؟ قَالُوا: ثَلاَثَةُ دَنَانِيرَ، قَالَ: صَلُّوا عَلَى صَاحِبِكُمْ، قَالَ أَبُو قَتَادَةَ صَلِّ عَلَيْهِ يَا رَسُولَ اللَّهِ وَعَلَيَّ دَيْنُهُ، فَصَلَّى عَلَيْهِ». كما أن قضاء الدين قبل أي شيء آخر فيه رعاية لحقوق الناس وتطييب لأنفسهم.

## أركان الإرث وأسبابه
للإرث في الإسلام ثلاثة أركان:
1. الموروث وهو الشخص المتوفى أو المفقود الذي يحكم القاضي بوفاته
2. الوارث هوالشخص الحي الذي يحق له الحصول على الميراث.
3. التركة وهي: الحق الموروث.[15]

أما أسباب الإرث التي اتفق عليها الفقهاء (أي الحالات الموجبة للميراث) فهي ثلاث حالات كما يلي:
1. النكاح: حيث قررت الشريعة الإسلامية اعتبار عقد النكاح الصحيح (أي الذي تتوافر فيه شروط الانعقاد والصحة) سبباً من أسباب الإرث بين الزوج والزوجة يرث كل منهما الآخر. حتى ولو لم يكن هناك دخول أو خلوة. يقول الله في سورة النساء: ﴿وَلَكُمْ نِصْفُ مَا تَرَكَ أَزْوَاجُكُمْ إِنْ لَمْ يَكُنْ لَهُنَّ وَلَدٌ فَإِنْ كَانَ لَهُنَّ وَلَدٌ فَلَكُمُ الرُّبُعُ مِمَّا تَرَكْنَ مِنْ بَعْدِ وَصِيَّةٍ يُوصِينَ بِهَا أَوْ دَيْنٍ وَلَهُنَّ الرُّبُعُ مِمَّا تَرَكْتُمْ إِنْ لَمْ يَكُنْ لَكُمْ وَلَدٌ فَإِنْ كَانَ لَكُمْ وَلَدٌ فَلَهُنَّ الثُّمُنُ مِمَّا تَرَكْتُمْ مِنْ بَعْدِ وَصِيَّةٍ تُوصُونَ بِهَا أَوْ دَيْنٍ وَإِنْ كَانَ رَجُلٌ يُورَثُ كَلَالَةً أَوِ امْرَأَةٌ وَلَهُ أَخٌ أَوْ أُخْتٌ فَلِكُلِّ وَاحِدٍ مِنْهُمَا السُّدُسُ فَإِنْ كَانُوا أَكْثَرَ مِنْ ذَلِكَ فَهُمْ شُرَكَاءُ فِي الثُّلُثِ مِنْ بَعْدِ وَصِيَّةٍ يُوصَى بِهَا أَوْ دَيْنٍ غَيْرَ مُضَارٍّ وَصِيَّةً مِنَ اللَّهِ وَاللَّهُ عَلِيمٌ حَلِيمٌ ۝١٢﴾ [النساء:12]. وفي الحديث الذي يرويه معقل بن سنان في كتاب صحيح ابن داوود للإمام الألباني فقد قضى النبي لـ بِرْوَعَ بنتِ واشِقٍ أن لها الميراث، وكان زوجها قد مات قبل الدخول بها. يقول الحديث: «عن عبدِ اللهِ في رجُلٍ تَزَوَّجَ امرأةً، فماتَ عنها ولم يَدخُلْ بها، ولم يَفرِضْ لها الصَّداقَ، فقال: لها الصَّداقُ كاملًا، وعليها العِدَّةُ، ولها الميراثُ. فقال مَعقِلُ بنُ سِنانٍ: سمِعتُ رسولَ اللهِ ﷺ قضَى به في بِرْوَعَ بنتِ واشِقٍ. وفي روايةٍ قال: اختَلَفوا إليه شَهرًا. أو قال: مرَّاتٍ. قال: فإنِّي أقولُ فيها: إنَّ لها صَداقًا كصَداقِ نِسائِها، لا وَكسَ ولا شَطَطَ، وإنَّ لها الميراثَ وعليها العِدَّةَ، فإنْ يَكُ صوابًا فمِن اللهِ، وإنْ يكُنْ خَطَأً فمِنِّي ومِن الشَّيطانِ، واللهُ ورسولُه بَريئانِ. فقامَ ناسٌ مِن أشجَعَ، فيهمُ الجَرَّاحُ وأبو سِنانٍ، فقالوا: يا ابنَ مَسعودٍ، نحن نشهَدُ أنَّ رسولَ اللهِ ﷺ قضَاها فينا في بِرْوَعَ بنتِ واشِقٍ -وإنَّ زَوجَها هِلالُ بنُ مُرَّةَ الأشجَعيُّ- كما قضَيتَ. قال: ففَرِحَ عبدُ اللهِ بنُ مَسعودٍ فَرَحًا شَديدًا حين وافَقَ قَضاؤُه قَضاءَ رسولِ اللهِ ﷺ.».[17]
2. النسب: ويراد بها القرابة الحقيقية، وهي كل صلة سببها الولادة، وتشمل فروع الميت وأصوله وفروع أصوله أي البنوة، الأبوة، الأخوة أو العمومة وغيرهم.
3. الولاء لمن أعتق: هو قرابة حكمية أنشأها الشارع من العتق فولاء العتق هو العصوبة السببية، أو هو صلة بين السيد وبين من أعتقه، وتجعل للسيد أو عصبته حق الإرث ممن أعتقه.[18]

## آيات الإرث في القرآن
يستند توزيع الإرث في الإسلام على عدد من الآيات في القرآن الكريم إما على وجه الإجمال أو على وجه التفصيل. وقد وضحت هذه الآيات كيفية تقسيم الميراث بناءً على النسب والقرابة والعبء المالي وغيره. وتقسم هذه الآيات إلى نوعين: 1) الآيات المجملة التي تتحدث عن الحق في الميراث فقط بدون التفصيل فيه. 2) والآيات المفصلة التي توضع نصيب الوارثين المستحقين للتركة وكيفية تقسيم الميراث بينهم:

### الآيات المجملة
- سورة النساء الآيات 7-8: وقد ذكر الطبري في تفسيره أن هذه الآية نـزلت بسبب أن أهل الجاهلية كانوا يُورِّثون الذكور دون الإناث فنهاهم الله عن ذلك وأمر بإعطاء الإناث نصيبهن من التركة:[19]

﴿لِلرِّجَالِ نَصِيبٌ مِمَّا تَرَكَ الْوَالِدَانِ وَالْأَقْرَبُونَ وَلِلنِّسَاءِ نَصِيبٌ مِمَّا تَرَكَ الْوَالِدَانِ وَالْأَقْرَبُونَ مِمَّا قَلَّ مِنْهُ أَوْ كَثُرَ نَصِيبًا مَفْرُوضًا ۝٧ وَإِذَا حَضَرَ الْقِسْمَةَ أُولُو الْقُرْبَى وَالْيَتَامَى وَالْمَسَاكِينُ فَارْزُقُوهُمْ مِنْهُ وَقُولُوا لَهُمْ قَوْلًا مَعْرُوفًا ۝٨﴾ [النساء:7–8]
ويقول السعدي في تفسيره للآيه السابقة: «كان العرب في الجاهلية - من جبروتهم وقسوتهم لا يورثون الضعفاء كالنساء والصبيان، ويجعلون الميراث للرجال الأقوياء لأنهم -بزعمهم- أهل الحرب والقتال والنهب والسلب، فأراد الرب الرحيم الحكيم أن يشرع لعباده شرعًا، يستوي فيه رجالهم ونساؤهم، وأقوياؤهم وضعفاؤهم... فقال: { لِلرِّجَالِ نَصِيبٌ }: أي: قسط وحصة { مِمَّا تَرَكَ } { الْوَالِدَان } أي: الأب والأم { وَالْأَقْرَبُونَ } عموم بعد خصوص { وَلِلنِّسَاءِ نَصِيبٌ مِّمَّا تَرَكَ الْوَالِدَانِ وَالْأَقْرَبُونَ }.... وقال تعالى: { نَصِيبًا مَفْرُوضًا }: أي: قد قدره العليم الحكيم. وأيضا فهاهنا توهم آخر، لعل أحدا يتوهم أن النساء والولدان ليس لهم نصيب إلا من المال الكثير، فأزال ذلك بقوله: { مِمَّا قَلَّ مِنْهُ أَوْ كَثُرَ } فتبارك الله أحسن الحاكمين.»
- سورة الأنفال الآيات 74-75:

﴿وَالَّذِينَ آمَنُوا وَهَاجَرُوا وَجَاهَدُوا فِي سَبِيلِ اللَّهِ وَالَّذِينَ آوَوْا وَنَصَرُوا أُولَئِكَ هُمُ الْمُؤْمِنُونَ حَقًّا لَهُمْ مَغْفِرَةٌ وَرِزْقٌ كَرِيمٌ ۝٧٤ وَالَّذِينَ آمَنُوا مِنْ بَعْدُ وَهَاجَرُوا وَجَاهَدُوا مَعَكُمْ فَأُولَئِكَ مِنْكُمْ وَأُولُو الْأَرْحَامِ بَعْضُهُمْ أَوْلَى بِبَعْضٍ فِي كِتَابِ اللَّهِ إِنَّ اللَّهَ بِكُلِّ شَيْءٍ عَلِيمٌ ۝٧٥﴾ [الأنفال:74–75]

### الآيات المفصلة
- سورة النساء آية 11-12

﴿يُوصِيكُمُ اللَّهُ فِي أَوْلَادِكُمْ لِلذَّكَرِ مِثْلُ حَظِّ الْأُنْثَيَيْنِ فَإِنْ كُنَّ نِسَاءً فَوْقَ اثْنَتَيْنِ فَلَهُنَّ ثُلُثَا مَا تَرَكَ وَإِنْ كَانَتْ وَاحِدَةً فَلَهَا النِّصْفُ وَلِأَبَوَيْهِ لِكُلِّ وَاحِدٍ مِنْهُمَا السُّدُسُ مِمَّا تَرَكَ إِنْ كَانَ لَهُ وَلَدٌ فَإِنْ لَمْ يَكُنْ لَهُ وَلَدٌ وَوَرِثَهُ أَبَوَاهُ فَلِأُمِّهِ الثُّلُثُ فَإِنْ كَانَ لَهُ إِخْوَةٌ فَلِأُمِّهِ السُّدُسُ مِنْ بَعْدِ وَصِيَّةٍ يُوصِي بِهَا أَوْ دَيْنٍ آبَاؤُكُمْ وَأَبْنَاؤُكُمْ لَا تَدْرُونَ أَيُّهُمْ أَقْرَبُ لَكُمْ نَفْعًا فَرِيضَةً مِنَ اللَّهِ إِنَّ اللَّهَ كَانَ عَلِيمًا حَكِيمًا ۝١١ وَلَكُمْ نِصْفُ مَا تَرَكَ أَزْوَاجُكُمْ إِنْ لَمْ يَكُنْ لَهُنَّ وَلَدٌ فَإِنْ كَانَ لَهُنَّ وَلَدٌ فَلَكُمُ الرُّبُعُ مِمَّا تَرَكْنَ مِنْ بَعْدِ وَصِيَّةٍ يُوصِينَ بِهَا أَوْ دَيْنٍ وَلَهُنَّ الرُّبُعُ مِمَّا تَرَكْتُمْ إِنْ لَمْ يَكُنْ لَكُمْ وَلَدٌ فَإِنْ كَانَ لَكُمْ وَلَدٌ فَلَهُنَّ الثُّمُنُ مِمَّا تَرَكْتُمْ مِنْ بَعْدِ وَصِيَّةٍ تُوصُونَ بِهَا أَوْ دَيْنٍ وَإِنْ كَانَ رَجُلٌ يُورَثُ كَلَالَةً أَوِ امْرَأَةٌ وَلَهُ أَخٌ أَوْ أُخْتٌ فَلِكُلِّ وَاحِدٍ مِنْهُمَا السُّدُسُ فَإِنْ كَانُوا أَكْثَرَ مِنْ ذَلِكَ فَهُمْ شُرَكَاءُ فِي الثُّلُثِ مِنْ بَعْدِ وَصِيَّةٍ يُوصَى بِهَا أَوْ دَيْنٍ غَيْرَ مُضَارٍّ وَصِيَّةً مِنَ اللَّهِ وَاللَّهُ عَلِيمٌ حَلِيمٌ ۝١٢﴾
- سورة النساء آية 176:

﴿يَسْتَفْتُونَكَ قُلِ اللَّهُ يُفْتِيكُمْ فِي الْكَلَالَةِ إِنِ امْرُؤٌ هَلَكَ لَيْسَ لَهُ وَلَدٌ وَلَهُ أُخْتٌ فَلَهَا نِصْفُ مَا تَرَكَ وَهُوَ يَرِثُهَا إِنْ لَمْ يَكُنْ لَهَا وَلَدٌ فَإِنْ كَانَتَا اثْنَتَيْنِ فَلَهُمَا الثُّلُثَانِ مِمَّا تَرَكَ وَإِنْ كَانُوا إِخْوَةً رِجَالًا وَنِسَاءً فَلِلذَّكَرِ مِثْلُ حَظِّ الْأُنْثَيَيْنِ يُبَيِّنُ اللَّهُ لَكُمْ أَنْ تَضِلُّوا وَاللَّهُ بِكُلِّ شَيْءٍ عَلِيمٌ ۝١٧٦﴾ [النساء:176]

## ميراث المرأة في الإسلام
أمر الإسلام بإعطاء المرأة حقها من الميراث. يقول الله تعالى في سورة النساء: ﴿لِلرِّجَالِ نَصِيبٌ مِمَّا تَرَكَ الْوَالِدَانِ وَالْأَقْرَبُونَ وَلِلنِّسَاءِ نَصِيبٌ مِمَّا تَرَكَ الْوَالِدَانِ وَالْأَقْرَبُونَ مِمَّا قَلَّ مِنْهُ أَوْ كَثُرَ نَصِيبًا مَفْرُوضًا ۝٧﴾ [النساء:7]. وهناك حالات عديدة ترث فيها المرأة مثل الرجل أو أكثر عنه أو قد ترث فيها المرأة ولا يرث الرجل. إنما في أربع حالات فقط ترث فيها المرأة نصف الرجل.
إن فلسفة الإسلام في جعل ميراث المرأة المساوي لنصف ميراث الرجل في حالات معينة تقوم على أساس العبء المالي الذي يوجب الشرع الإسلامي على الوارث تحمله، والقيام به حيال الآخرين، وليس بناءً على التفرقة بين الجنسين. لذا فالذي عليه عبء مالي أكثر يكون نصيبه من الميراث أكثر. ففي الإسلام يعتبر إنفاق الرجل على زوجته وأولاده واجبٌ شرعاً باتفاق أهل العلم، والمرأة غير مطالبة بالنفقة حتى لو كانت غنية، يقول الله تعالى: ﴿وَالْوَالِدَاتُ يُرْضِعْنَ أَوْلَادَهُنَّ حَوْلَيْنِ كَامِلَيْنِ لِمَنْ أَرَادَ أَنْ يُتِمَّ الرَّضَاعَةَ وَعَلَى الْمَوْلُودِ لَهُ رِزْقُهُنَّ وَكِسْوَتُهُنَّ بِالْمَعْرُوفِ﴾ [البقرة:233]. وقد أثبت الإسلام للمرأة ذمةً ماليةً مستقلةً، فالمرأة أهلٌ للتصرفات المالية تماماً كالرجل، فهي تبيع وتشتري وتستأجر وتؤجر وتوكل وتهب، ولا حَجْرَ عليها في ذلك، ما دامت عاقلةً رشيدةً. ومهرها حق لها ولا يجوز أخذه، ومال الزوجة محرَّمٌ على زوجها إلا برضاها، كما لا يجوز للزوج أن يشترط على زوجته الإنفاق على البيت، ولكن إذا أرادت الزوجة عن رغبة وطواعية منها أن تساهم في نفقات أسرتها بالمال فلا حرج في ذلك، وإذا قدَّمت الزوجةُ لزوجها المال على سبيل القرض فلها الحق أن تسترده، وإذا شاركت الزوجةُ زوجها في مشروع أو بيت أو نحوهما، فحقها ثابتٌ في الشركة بمقدار حصتها.
وهذه الحقوق المالية واجبة على الرجل لزوجته سواء أكانت غنية أو فقيرة، ولا تجبر الزوجة على ترك شيء من مالها إلا عن طيب نفس وباختيار وبإرادة مستقلة. وللمرأة حق طلب الطلاق من زوجها في حال رفض الزوج الإنفاق عليها وكان قادر على ذلك. يقول النبي محمد: «اتقوا الله في النساء فإنهن عوان عندكم، أخذتموهن بأمانة الله، واستحللتم فروجهن بكلمة الله، ولهن عليكم رزقهن، وكسوتهن بالمعروف». وكل المال الذي تكسبه المرأة سواءا من العمل أو الهبة وغيره حق يحرم شرعا أخذه إلا عن طيب خاطر منها. يقول الله تعالى: ﴿لِلرِّجَالِ ‌نَصِيبٌ مِمَّا اكْتَسَبُوا وَلِلنِّسَاءِ نَصِيبٌ مِمَّا اكْتَسَبْنَ﴾ [النساء:32].
أما الحالات التي ترث فيها المرأة نصف الرجل هي أربع حالات كما حددتها الشريعة:
- الأخت مع وجود أخيها: قال تعالى: ﴿يُوصِيكُمُ اللَّهُ فِي أَوْلَادِكُمْ لِلذَّكَرِ مِثْلُ حَظِّ الْأُنْثَيَيْنِ﴾ [النساء:11].
- الأم مع وجود الأب وليس للولد المتوفى أو البنت المتوفاة، زوج أو زوجة أو أبناء: قال تعالى: ﴿فَإِنْ لَمْ يَكُنْ لَهُ وَلَدٌ وَوَرِثَهُ أَبَوَاهُ ‌فَلِأُمِّهِ ‌الثُّلُثُ﴾ [النساء:11].

- وجود الأخت الشقيقة أو لأب مع الأخ الشقيق أو لأب: قال تعالى: ﴿وَإِنْ كَانُوا إِخْوَةً ‌رِجَالًا ‌وَنِسَاءً فَلِلذَّكَرِ مِثْلُ حَظِّ الْأُنْثَيَيْنِ﴾ [النساء:176].
- ترث الزوجة نصف ما يرث زوجها إذا توفي أحدهما  قال تعالى: ﴿وَلَكُمْ نِصْفُ مَا ‌تَرَكَ ‌أَزْوَاجُكُمْ إِنْ لَمْ يَكُنْ لَهُنَّ وَلَدٌ فَإِنْ كَانَ لَهُنَّ وَلَدٌ فَلَكُمُ الرُّبُعُ مِمَّا تَرَكْنَ مِنْ بَعْدِ وَصِيَّةٍ يُوصِينَ بِهَا أَوْ دَيْنٍ وَلَهُنَّ الرُّبُعُ مِمَّا تَرَكْتُمْ إِنْ لَمْ يَكُنْ لَكُمْ وَلَدٌ فَإِنْ كَانَ لَكُمْ وَلَدٌ فَلَهُنَّ الثُّمُنُ مِمَّا تَرَكْتُمْ مِنْ بَعْدِ وَصِيَّةٍ تُوصُونَ بِهَا أَوْ دَيْنٍ﴾ [النساء:12].

## الجدل حول الميراث
يعتبر ميراث المرأة في الإسلام من القضايا التي يثار حولها الجدل بين حين وآخر في العصر الحالي، حيث ظهرت دعاوى عديدة تطالب بالمساواة بين الذكور والإناث في تقسيم الإرث. ففي المغرب عاد الجدل بخصوص مسألة المساواة في الميراث بين الرجل والمرأة بعد تصريحات أسماء المرابط، الباحثة المتخصصة في قضايا المرأة والإسلام، حيث قالت «أن المجتمعات الإسلامية لم تطبق مبدائ المساواة بين الرجل والمرأة، واعتمدت على تأويلات فقهاء تعد آراؤهم قابلة للنقاش والاجتهاد» معتبرة أن المجتمعات في المنطقة اعتمدت على آراء فقهاء ومفسرين فسروا ما ورد في القرآن والأحاديث النبوية دون استحضار المقاصد التي تهدف إلى إقامة العدل والمساواة بين الناس. وقد اثارت تصريحاتها هذه الجدل في المغرب مما دفعها لتقديم استقالتها.
أما الباحث الأمازيغي والحقوقي أحمد عصيد فقد أكد على: «أن المساواة بين الجنسين في الإرث باتت ضرورة مجتمعية تضمن المردودية الاجتماعية والاقتصادية واستقرار البلاد»، مبينا أن «التحجج بالدين لمنع هذه المساواة لم يعد ممكنا، لأن القوانين تتكيف مع الواقع الإنساني».
وقد تزامن هذا الجدل مع جدل مماثل له في تونس عندما نظمت مئات التونسيات مسيرة إلى مقر البرلمان للمطالبة بالمساواة في الميراث، ورفعت المتظاهرات شعارات من بينها «تونس دولة مدنية واللي ليك ليا (ما هو لك هو لي أنا أيضا)» و«المساواة حق موش مزية (حق وليست فضلا)». حيث أبرز الرئيس التونسي الراحل الباجي قائد السبسي في وقت سابق ضرورة بحث هذا الملف الحساس معتبرا أن تونس تتجه لا محالة باتجاه المساواة «في كافة المجالات». وعهد بملف الميراث للجنة الحريات الفردية التي شكلتها الرئاسة التونسية لإصلاح القوانين والنصوص التي تهم مسألة الحريات.
ويرى الأزهر ورجال الدين والفقهاء المسلمين أن تغيير قانون الميراث في الحقيقة يظلم المرأة ولا ينصفها، ويتصادم مع أحكام شريعة الإسلام. بينما يرى التيار المعارض الذي ينتمي إليه عدد من المفكرين والباحثين المعاصرين أمثال نوال السعداوي أن المساواة بين الجنسين هو حق من حقوق الإنسان. وكانت نوال السعداوي قد وصفت قانون المساواة في الإرث في تونس بأنه «خطوة ايجابية جداً، ويجب على جميع البلدان العربية أن تخطوها» مطالبة بالمساواة الكاملة بين النساء والرجال في البلاد العربية والإسلامية في كل شيء، في الإرث والنسب وفي الزواج والطلاق.
وقد رد الأزهر على دعاوى المساواة في الإرث بين الرجل والمرأة مبينا أن هناك حالات عديدة ترث فيها المرأة أكثر من الرجل أو لا يرث الرجل مطلقا. بينما توجد 4 حالات فقط من أصل ما يزيد عن 40 حالة هي التي ترث فيها المرأة نصف الرجل ومن ضمنها الحالة المذكورة في الآية 11 من سورة النساء: ﴿يُوصِيكُمُ ‌اللَّهُ فِي أَوْلَادِكُمْ لِلذَّكَرِ مِثْلُ حَظِّ الْأُنْثَيَيْنِ﴾ [النساء:11] التي أثير حولها الجدل.
وفي سنة 2014 وفي حادثة هي الأولى من نوعها بتاريخ القضاء البريطاني، أصبح قانون الإرث الذي يستند على قوانين الشريعة الإسلامية، نافذا للمحامين الراغبين بكاتبة وصايا الموكلين بالتوافق مع مبادئ الشريعة الإسلامية. حيث ستمنع هذه الوصايا (التي تعترف بها المحاكم البريطانية) الأطفال المولودين خارج نطاق الزواج أو الذين تم تبنيهم من اعتبارهم ورثة شرعيين.